# 石井遊佳
石井 遊佳（いしい ゆうか、1963年11月 - ）は日本の小説家、日本語教師。

## 略歴
大阪府枚方市生まれ。大阪府立大手前高等学校、早稲田大学法学部卒業。
大学在学中、文学研究会に所属して「小菅陽子」の筆名でいくつかの小説を書いた。卒業後はアルバイトの傍ら習作を書き、20代の後半から投稿を始めた。草津温泉で仲居をしていた33歳のときに文學界新人賞の最終選考に残ったことから、その後大阪に戻って投稿生活を送る。36歳のとき、仏教を学ぼうと東京大学文学部インド哲学仏教学専修課程に学士入学し、中国仏教を専攻。修士3年のときにインド文学研究室の男性と結婚。その後、同大学院（人文社会系研究科）の博士課程に進み、学会発表を終えるなどしたが、インドへの留学が決まった夫（サンスクリット語研究者石井裕）に帯同するため、5年半の研究を絶って満期退学。その後は暑季を除き、3年ほどヴァーラーナシーで暮らした。
2009年に帰国して1年半から2年弱ほど朝日カルチャーセンターの小説講座に通い、『海燕』・『野性時代』の元編集長・根本昌夫の指導を受けた。東日本大震災のあと避難したネパールのカトマンドゥで、日本語学校校長に頼まれて1年間にわか日本語教師を務めた。帰国後、夫が日本語教師の学校に通い資格を取得。2015年からは、求人があった南インドのチェンナイにあるIT企業で、夫とともに日本語教師として働いた。
2017年、『百年泥』で第49回新潮新人賞を受賞。2018年、同作で第158回芥川龍之介賞を受賞。なお同時受賞の若竹千佐子も、同じく根本昌夫が教えていた別の小説講座（早稲田大学エクステンションセンター小説講座）の受講生だった。
芥川賞受賞ののち、チェンナイより帰国して作家に専念、2020年頃より大阪市内に在住。

## 単行本
- 『百年泥』（新潮社、2018年1月 / 新潮文庫、2020年7月）
  - 初出:『新潮』2017年11月号
- 『象牛』（新潮社、2020年9月）
  - 象牛 - 『新潮』2018年10月号
  - 星曝し - 『新潮』2020年4月号
- 『ティータイム』（集英社、2025年6月）
  - ティータイム - 『すばる』2024年4月号
  - 奇遇 - 『すばる』2024年10月号
  - 網ダナの上に - 『すばる』2023年1月号
  - Delivery on holy night - 『すばる』2025年3月号

## 単行本未収録

### 小説
- 「水妖生死奇譚」 - 『新潮』2022年12月号
- 「かけこみ一番」 - 『新潮』2024年11月号

### エッセイ・書評・その他
- 「百年泥々」 - 『すばる』2018年2月号
- 「時ならぬ事々──挿話」 - 『群像』2018年2月号
- 「〈教訓〉について」 - 『文学界』2018年3月号
- 「東大で仏教を学び、夫とインドへ」 - 『文藝春秋』2018年3月号
- 「ダブル受賞者は同じ先生の生徒だった 先生、私たち芥川賞獲りました！」（若竹千佐子、根本昌夫との鼎談） - 『文藝春秋』2018年4月号
- 「こんなことしてていいのか日記」 - 『すばる』2018年7月号 - 9月号
- 「ベジ/ノンベジ話二題」 - 『新潮』2018年12月号
- 「言葉の無力を打ち立てる、常軌を逸した言葉の力」（吉村萬壱『前世は兎』書評） - 『文學界』2019年1月号
- 「Amyいわく 十九人の心に響いた恋愛にまつわる一節」 - 『文學界』2019年11月号
- 「インドねこ女神さま」 - 『文藝春秋』2019年12月号
- 「私と受験 小説家への夢、インドとの因縁、呪われた執拗さは入試で養われた」 - 『中央公論』2020年2月号
- 「三島のロマン主義に思いを馳せる」（三島由紀夫『手長姫 英霊の声 1938-1966』書評）[13] - 『波』2020年11月号
- 「読書日録」 - 『すばる』2021年1月号 - 3月号
- 「旅のおわり・小説のはじまり」 - 『新潮』2021年9月号
- 「新しい神話」（村田喜代子『姉の島』書評） - 『文學界』2021年10月号
- 「〈楽園〉のありか」（李琴峰『彼岸花が咲く島』書評） - 『新潮』2021年11月号
- 「古井由吉の文 三回忌に寄せて」 - 『新潮』2022年3月号
- 「輪廻・唯識・世界――「『豊饒の海』論」を中心に」（平野啓一郎『三島由紀夫論』書評） - 『すばる』2023年9月号
- 「世界は小説を書くために」（田中慎弥『流れる島と海の怪物』書評） - 『新潮』2023年10月号
- 「〈影響〉という名の翼」（伊良刹那『海を覗く』書評）[14] - 『波』2024年4月号
- 「創作縁起――「百年泥」のるつぼ」 - 『新潮』2024年6月号
- 「〈孤独〉について」[15] - 『新潮』2024年8月号
- 「三島由紀夫の文 『愛の渇き』」 - 『新潮』2025年2月号
- 「〈我〉とは何か？」（円城塔『コード・ブッダ 機械仏教史縁起』書評） - 『新潮』2025年2月号
- 「どこまで行けば、あなたに逢える？」（村田喜代子『美土里倶楽部』書評） - 『新潮』2025年7月号